# Медовичка темна

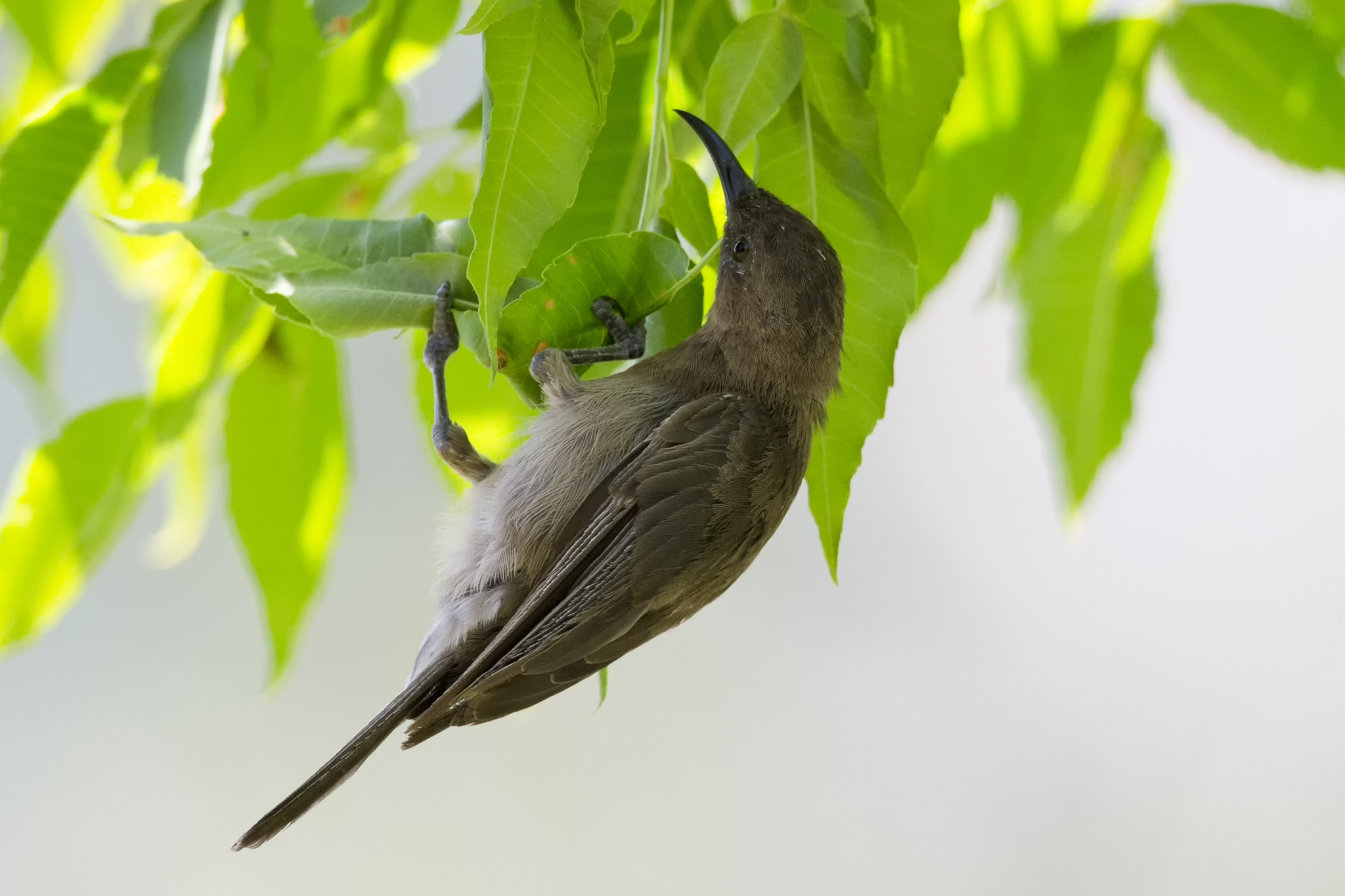
Темна медовичка

Медови́чка темна (Myzomela obscura) — вид горобцеподібних птахів родини медолюбових (Meliphagidae). Мешкає в Австралії, на Новій Гвінеї та на сусідніх островах. 

## Підвиди
Виділяють три підвиди:
- M. o. fumata (Bonaparte, 1850) — південь Нової Гвінеї, острови Ару і північні острови Торресової протоки;
- M. o. harterti Mathews, 1911 — південні острови Торресової протоки, півострів Кейп-Йорк, північно-східне узбережжя Австралії;
- M. o. obscura Gould, 1843 — острови Тіві, північ Австралії (Топ-Енд[en]).

Myzomela simplex, Myzomela rubrotincta і Myzomela rubrobrunnea раніше вважалися підвидами темної медовички, однак були визнані окремими видами в 2021 році.

## Поширення і екологія
Темні медовички живуть у вологих рівнинних тропічних лісах і чагарникових заростях, в мангрових лісах, саванах, в парках і на плантаціях. Живляться комахами і нектаром. Сезон розмноження триває з березня по вересень. Гніздо невелике, зроблене з тонкої кори, листя і павутиння, розміщується на гілці над водою. Яйця білі, поцятковані червонуватими плямками.